# Tiddleywink
Tiddleywink – osada w Anglii, w hrabstwie Wiltshire. Leży 53 km na północny zachód od miasta Salisbury i 143 km na zachód od Londynu.